# Renée Jacqmotte
Renée Jacqmotte, née en 1888 et morte le 2 mars 1991, est une résistante belge et une professionnelle de la petite enfance qui sauva vingt-cinq enfants juifs et une famille en les soustrayant à la barbarie nazie durant la Seconde Guerre mondiale. Le 22 octobre 1981, elle fut déclarée Juste parmi les nations par l'institut Yad Vashem.

## Biographie
Renée Jacqmotte s'installe à Ottignies en 1920 pour y fonder sa troisième maison d'enfants, « le Joli coin » à l'orée du Bois des Rêves. Elle s'occupait d'enfants du juge, d'enfants présentant un retard de scolarité ou souffrant d'épilepsie. Durant la Seconde Guerre mondiale, elle dissimula chez elle ou plaça dans des familles ottintoises 25 enfants (dont Édith Moskovic) et une famille juive fuyant les déportations. Le 22 octobre 1981 elle fut reconnue comme étant une Juste parmi les nations par l'institut Yad Vashem,.

## Reconnaissances
- Le 22 octobre 1981, déclarée Juste parmi les nations[3].
- Une cérémonie eut lieu au cimetière de Blocry le 8 mai 1991 pour honorer sa mémoire. Une plaque commémorative fut apposée sur sa tombe à cette occasion[2],[1],[4].